# Márerův dům
Márerův dům (maďarsky Márer-ház) je secesní památkově chráněný dům, který se nachází v centrální části maďarského města Segedín, přesněji na adrese Tisza Lajos körút. Nápadné je jeho průčelí s oblouky evokujícími gotiku.
Původně na tomto místě mělo vzniknout skladiště pro obchod místního podnikatele se dřevem. Jako jedna z prvních budov v Segedíně byla postavena ze železobetonu, nicméně její investor neměl povolení od úřadů. V průběhu stavby došlo k několika změnám v projektu stavby a investor upustil od záměru využívat budovu k mletí papriky, což otevřelo i možnost změny uspořádání interiéru. Stavba byla dokončena v roce 1911. Vzhledem k blízkosti mostu přes řeku Tisu, který měl za druhé světové války strategický význam, byly sklepy Márerova domu rovněž upraveny jako kryt. Po válce budovu převzalo obuvnické družstvo a později vysoká škola. Po roce 2005 se do budovy, která byla původně určena jako dřevosklad, nastěhoval děkanát Fakulty všeobecného lékařství Univerzity v Szegedu. V roce 2008 zde byla zřízena vzpomínková místnost, věnovaná dílu Alberta Szent-Györgyiho. Budova má památkovou ochranu od roku 2009.